# Léopard des bois d'Afrique de l'Ouest
 (août 2018).
Si vous disposez d'ouvrages ou d'articles de référence ou si vous connaissez des sites web de qualité traitant du thème abordé ici, merci de compléter l'article en donnant les références utiles à sa vérifiabilité et en les liant à la section « Notes et références ».
Pour les articles homonymes, voir Léopard (animal) et Panthère.
Statut de conservation UICN

 VU  : Vulnérable
Répartition géographique
Sous-espèce
Le léopard des bois d'Afrique de L'Ouest (Panthera pardus leopardus) est une sous-espèce de léopards vivant en Afrique de l'Ouest.

## Répartition
Cette espèce se trouve au Sénégal, en Guinée, au Mali, en Guinée Bissau, au Sierra Leone, au Libéria, en Côte d'Ivoire, au Burkina, au Ghana, au Togo, au Bénin, au Nigéria, au Cameroun, au Tchad, en République centrafricaine, en Guinée équatoriale, au Gabon, au Congo[Lequel ?], au Soudan et en Angola. Origine incertaine en Maurétanie.